# Delena nigrifrons
Delena nigrifrons là một loài nhện trong họ Sparassidae.
Loài này thuộc chi Delena. Delena nigrifrons được Eugène Simon miêu tả năm 1908.